# Поццолеоне
Поццолеоне (итал. Pozzoleone) — коммуна в Италии, располагается в провинции Виченца области Венеция.
Население составляет 2594 человека, плотность населения составляет 236 чел./км². Занимает площадь 11 км². Почтовый индекс — 36050. Телефонный код — 0444.
Покровителем коммуны почитается святой Валентин, празднование 14 февраля.

## Города-побратимы
- Эннистимон, Ирландия
- Схиматари, Греция